# Steatoda capensis
Steatoda capensis är en spindelart som beskrevs av Hann 1990. Steatoda capensis ingår i släktet vaxspindlar, och familjen klotspindlar. Inga underarter finns listade i Catalogue of Life.